# Шковерка
Шковерка — река в России, протекает в Нижегородской области. Устье реки находится в 144 км по правому берегу реки Урга. Длина реки составляет 31 км, площадь водосборного бассейна — 148 км².
Исток реки в 12 км к северо-западу от города Сергач. Верхнее течение реки находится в Сергачском районе, затем река течёт по Княгининскому району, на короткое время заходя в Спасский район. Генеральное направление течения — север. Близ реки стоят сёла и деревни Рогановка, Малиновка (Сергачский район); Шишковердь, Константиновка (Княгининский район); Яблонка, Ключищи (Спасский район). Впадает в Ургу напротив села Троицкое.

## Данные водного реестра
По данным государственного водного реестра России относится к Верхневолжскому бассейновому округу, водохозяйственный участок реки — Сура от устья реки Алатырь и до устья, речной подбассейн реки — Сура. Речной бассейн реки — (Верхняя) Волга до Куйбышевского водохранилища (без бассейна Оки).
По данным геоинформационной системы водохозяйственного районирования территории РФ, подготовленной Федеральным агентством водных ресурсов:
- Код водного объекта в государственном водном реестре — 08010500412110000040186
- Код по гидрологической изученности (ГИ) — 110004018
- Код бассейна — 08.01.05.004
- Номер тома по ГИ — 10
- Выпуск по ГИ — 0

## Прежние названия
Шишковерка (1859), Шишковердь (1863)